# Chrysophyllum colombianum
Chrysophyllum colombianum – gatunek drzew należących do rodziny sączyńcowatych. Występuje na terenie północno–zachodniej części Ameryki Południowej, głównie na obszarze Panamy i Kolumbii.